# Cybaeus yoshiakii
Cybaeus yoshiakii är en spindelart som beskrevs av Takeo Yaginuma 1968. Cybaeus yoshiakii ingår i släktet Cybaeus och familjen vattenspindlar. Inga underarter finns listade i Catalogue of Life.